# Placówka Straży Granicznej I linii „Boruszowice”
Placówka Straży Granicznej I linii „Boruszowice” – jednostka organizacyjna Straży Granicznej pełniąca służbę ochronną na granicy polsko-niemieckiej w okresie międzywojennym.

## Formowanie i zmiany organizacyjne
Objęcie granicy na Śląsku przez Straż Celną nastąpiło 16 czerwca 1922 roku. W Tarnowskich Górach utworzony został komisariat Straży Celnej. W ramach komisariatu powołano placówka Straży Celnej  „Boruszowice”. W 1928 roku placówka była w strukturze komisariatu „Kalety”, a kierownikiem placówki był przodownik Józef Lasończyk.
Rozporządzeniem Prezydenta Rzeczypospolitej Polskiej Ignacego Mościckiego z 22 marca 1928 roku, do ochrony północnej, zachodniej i południowej granicy państwa, a w szczególności do ich ochrony celnej, powoływano z dniem 2 kwietnia 1928 roku  Straż Graniczną.
Rozkazem nr 4 z 30 kwietnia 1928 roku w sprawie organizacji Śląskiego Inspektoratu Okręgowego dowódca Straży Granicznej gen. bryg. Stefan Pasławski określił strukturę organizacyjną komisariatu SG „Tarnowskie Góry”. Placówka Straży Granicznej I linii „Boruszowice” znalazła się w jego strukturze.
W rozkazie nr 10 z 5 listopada 1929 roku w sprawie reorganizacji Śląskiego Inspektoratu Okręgowego komendant Straży Granicznej płk Jan Jur-Gorzechowski, określił numer i strukturę  komisariatowi Straży Granicznej „Kalety”. Placówka Straży Granicznej I linii „Boruszowice” weszła w jego skład.

## Służba graniczna
Sąsiednie placówki:
- placówka Straży Granicznej I linii „Mikołeska” ⇔ placówka Straży Granicznej I linii „Strzybnica” − 1928

## Kierownicy/dowódcy placówki
| stopień          | imię i nazwisko | okres pełnienia służby    | kolejne stanowisko         |
| ---------------- | --------------- | ------------------------- | -------------------------- |
| przodownik       | Robert Wójcik   | był VI 1929 – 19 XII 1930 | do komisariatu „Lubliniec” |
| przodownik       | Idzi Matysiak   | 23 XII 1930 – 23 II 1935  | do ŚIOSG                   |
| starszy strażnik | Jan Minkler     | 23 II 1935 – był VII 1935 |                            |